# 三尾祥久
三尾 祥久（みお よしひさ、1982年2月19日 - ）は、日本のプロレスラー。

## 来歴
闘龍門の11期生として入門。主な同期はSUGI、アミーゴ鈴木。メキシコデビューはできず、のちに闘龍門系選手の受け皿となったプロレスリング・SECRET BASEへ入門。2012年1月の神奈川・横浜にぎわい座大会よりエキシビジョンマッチをこなし、同年6月24日、神奈川・横浜にぎわい座大会における小川内潤戦でプロデビュー。
エキシビジョン時代より「SECRET BASE期待の新星」と呼ばれ、スピードとテクニックに定評があり、大日本プロレスをはじめとするインディーマットに多数参戦。美しい空中姿勢のドロップキックやブリッジワークに磨きをかけた。
2014年10月19日、ウルトラマンロビンをパートナーにシアタープロレス東京花鳥風月に初参戦（対戦相手は神楽＆ドラゴン・ユウキ組）。以後、花鳥風月レギュラーとなり、12月13日・王子BASEMENT MONSTER大会からは服部健太とのタッグを結成。2015年2月15日大会で「ハットトリック」と命名される。2月21日には服部とのタッグでプロレスリングHEAT UP・バトル・バレンタインナイト2015大会に出場。円華＆近藤”ド根性”洋史組を打ち破った。
2015年2月8日、東京・西調布格闘技アリーナ大会では那須晃太郎と次期CAPTAIN OF THE SECRET BASE無差別級挑戦者決定戦を争うも敗戦。2015年2月20日付けでSECRET BASE退団が発表された。
約1か月のフリー生活を経て、3月14日付けでタッグパートナー・服部の所属先である東京花鳥風月への移籍を発表した。移籍後初の試合は3月22日、プロレスリングHEAT UP・横浜・にぎわい座大会におけるマサ高梨戦。
2016年1月17日、王子神谷・“シアター・バビロンの流れのほとりにて”にて行われた花鳥風月若手ONE DAYトーナメントにて、1回戦でウルフ・スター☆、準決勝で松本崇寿、決勝で服部健太を下し優勝。VKF選手権王者・勝村周一朗に宣戦布告した。
2016年7月、覆面MANIA、北都プロレスにて蜂をイメージした覆面レスラーエル・ホルネットとして参戦。
9月19日、ブログにて同日開催された茨城・ワープステーション江戸での軍団対抗戦トルネードタッグマッチを最後に花鳥風月を退団と同時に引退を表明。
2018年1月28日、覆面MANIA京都大会にてエル・ホルネットとして闘龍門同期のSUGIと初対戦。

## 人物
- 特技はイラスト[11]。「ミオヨシ」名義で2015年2月の「岸田尚肖像画展」に出展[12]。花鳥風月3周年大会では販売もした。天野喜孝、寺田克也を尊敬している。主な使用ソフトはブラウザペイントツール「PIXLR EDITOR」。
- ブラジリアン柔術の心得がある。2015年4月25日福島・いわき市平体育館「大仁田厚プロレスリング自主興行」で勝村周一朗と対戦した際には、普段の試合と違い、こちらのバックボーンが多く出た試合となった[13]。
- デビュー以来、赤をイメージカラーとしてきたが、2015年9月27日の花鳥風月・浅草大会よりオレンジ基調のコスチュームに変更している。

## 得意技
マッドスプラッシュ
トルニージョ
2015年8月30日の花鳥風月・東京タワースタジオ大会で初披露。
ジャンピングバックスピンキック
鎌固め
三尾の鎌固めは、頭頂部を相手の首裏に入れる（通常は肩の外側）変形式。
スワンダイブミサイルキック
ドロップキック

## 入場テーマ曲
- 熱情の律動（作曲：伊藤賢治） - SECRET BASE、2016年1月 -
- 戦え! 仮面ライダーV3　 - 花鳥風月移籍 - 2015年12月まで
- STAR LIGHT（光GENJI） - ハットトリックとして

## 獲得タイトル
- 2016年花鳥風月若手ONE DAYトーナメント優勝

## メディア出演
- これ、もう時効だよね?〜今だから聞いちゃいますけど…（テレビ東京）（2016年5月30日）